# Manuel Clouthier
Manuel de Jesús Clouthier del Rincón, bijgenaamd Maquío, (Culiacán, 13 juni 1934 - aldaar, 1 oktober 1989) was een Mexicaans zakenman en politicus verbonden aan de Nationale Actiepartij (PAN).
Clouthier was afkomstig uit een rijke familie. Hij studeerde landbouwtechniek in Monterrey. Hij stichtte het Movimiento Familiar Cristiano ("christelijke familiebeweging") met zijn vrouw Leticia Carrillo, met wie hij tien zonen kreeg.
In de jaren 80 sloot hij zich aan bij de conservatieve Nationale Actiepartij. In 1986 deed hij een vergeefse poging gouverneur van Sinaloa te worden. Hij verloor die verkiezingen aan Francisco Labastida, kandidaat voor de destijds oppermachtige en autoritaire Institutioneel Revolutionaire Partij (PRI).
In 1988 deed hij een gooi naar het presidentschap. Hij verloor deze verkiezingen aan Carlos Salinas, maar alles wees erop dat dat door grootschalige fraude tot stand was gekomen. Samen met de linkse kandidaten Cuauhtémoc Cárdenas (FDN, waarschijnlijk winnaar als de verkiezingen niet vervalst waren geweest) en Rosario Ibarra (PRT) diende hij protest in, maar kon niet voorkomen dat Salinas als president werd beëdigd.
Iets meer dan een jaar na de presidentsverkiezingen kwam Clouthier bij een auto-ongeluk om het leven. Volgens sommigen was dit echter geen ongeluk, maar een aanslag gepleegd door PRI'ers. Door zijn tegenstand tegen de PRI en zijn tragische dood is hij uitgegroeid tot een icoon binnen de PAN. In het presidentiële verblijf Los Pinos is een standbeeld voor hem neergezet en er zijn verschillende straten in Mexico naar hem genoemd.